# Panama na Letnich Igrzyskach Paraolimpijskich 2012
Panama na Letnich Igrzyskach Paraolimpijskich 2012 w Londynie reprezentowało 2 zawodników w 1 konkurencji. 
Dla reprezentacji Panamy był to szósty start w igrzyskach paraolimpijskich (poprzednio w 1992, 1996, 2000, 2004 i 2008). 
Chorążym reprezentacji podczas ceremonii otwarcia igrzysk był lekkoatleta Said Gómez.

## Kadra

### Lekkoatletyka
Mężczyźni
| Zawodnik   | Konkurencja | Kwalifikacje | Kwalifikacje | Finał                  | Finał                  |
| Zawodnik   | Konkurencja | Wynik        | Pozycja      | Wynik                  | Pozycja                |
| ---------- | ----------- | ------------ | ------------ | ---------------------- | ---------------------- |
| Said Gomez | 800m T13    | 2:10.57      | 6            | Nie zakwalifikował się | Nie zakwalifikował się |
| Said Gomez | 1500m T13   | 4:33.48      | 11           | Nie zakwalifikował się | Nie zakwalifikował się |

Kobiety
| Zawodnik         | Konkurencja | Kwalifikacje | Kwalifikacje | Półfinał                | Półfinał                | Finał                   | Finał                   |
| Zawodnik         | Konkurencja | Wynik        | Pozycja      | Wynik                   | Pozycja                 | Wynik                   | Pozycja                 |
| ---------------- | ----------- | ------------ | ------------ | ----------------------- | ----------------------- | ----------------------- | ----------------------- |
| Katherina Taylor | 200m T11    | 32.76        | 3            | Nie zakwalifikowała się | Nie zakwalifikowała się | Nie zakwalifikowała się | Nie zakwalifikowała się |
| Katherina Taylor | 400m T12    | 1:14.76      | 4            | Nie zakwalifikowała się | Nie zakwalifikowała się | Nie zakwalifikowała się | Nie zakwalifikowała się |